# ジャック・ランシエール
ジャック・ランシエール（Jacques Rancière、1940年6月10日 - ）フランスの哲学者。パリ第8大学名誉教授。

## 経歴
旧フランス領アルジェリアのアルジェ出身。高等師範学校で哲学を学ぶ。
アルチュセールの薫陶を受け、1965年にはエティエンヌ・バリバールらとともに『資本論を読む』の執筆にも参加したが、その後急速に距離を取るようになった。自著『アルチュセールの教え』(1974年)でアルチュセール思想を厳しく批判した。
1970年代末、アルレット・ファルジュ、ジュヌヴィエーヴ・フレースら若手研究者と共に、「論理的叛乱」(仏Révoltes Logiques)グループを組織、同題の研究誌において、伝統社会の表象について考察を展開した。この研究誌に掲載されたランシエールの論文は『民衆の舞台』(2003年)などに収録されている。同時期にランシエールは労働者の解放という問題やエティエンヌ・カベをはじめとする一九世紀のユートピア主義者の研究に取り組み、また定期的にアメリカのいくつかの大学に赴くようになった。この研究の成果が、やがて『プロレタリアの夜 労働者の夢の記憶』(1981年)の題名で公刊されることになる国家博士号取得論文である。床張り職人の哲学者ルイ・ガブリエル・ゴニーの未公刊著作を集めた『平民哲学者』を出版したのもその数年後だった。
さらに1980年代半ばには、伝統的な教育学の基礎に対して一九世紀初頭という時期に根本的疑義を唱えたもうひとりの型破りな人物ジョゼフ・ジャコトに関心を抱いた。この研究から生まれたのが『無知な教師』である。次にランシエールは、歴史学で言葉をあつかうとき歴史的言説が曖昧な規定しかもたないことに興味を抱いた(これは著作権の関係で『歴史の名前』という題名で刊行された)。ランシエールは映画愛好家でもあり、このころから『カイエ・デュ・シネマ』に連載を開始し、美学と政治学の関係について研究した。この主題について直接検討した最初の書物が『民衆の国への小旅行』であり、これは三篇の哲学小説という形式を取っている。
1996年11月に来日し、エドゥアール・グリッサン、アンリ・メショニックらと共に東京大学で講演をしている。

## 著書
1960年代
- «Le concept de critique et la critique de l'économie politique dans les manuscrits de 1844 au Capital», in Lire "Le Capital", sous la direction de Louis Althusser et avec Etienne Balibar, Roger Establet et Pierre Macherey, (Maspero, Collection «Théorie», 1965. réédition poche, PUF Quadrige, 1996).
「『1844年の草稿』から『資本論』までの批判の概念と経済学批判」、 ルイ・アルチュセール、ジャック・ランシエール、ピエール・マシュレ、エティエンヌ・バリバール、ロジェ・エスタブレ『資本論を読む 上』（今村仁司訳, ちくま学芸文庫, 1996年）

1970年代
- La Leçon d'Althusser, (Gallimard, Idées no 294, 1975. réédition, La Fabrique , 2012, avec un avant-propos de décembre 2011 et le placement en annexe du texte "Sur la théorie de l'idéologie - Politique d'Althusser" rédigé en 1969)
市田良彦・伊吹浩一・箱田徹・松本潤一郎・山家歩訳『アルチュセールの教え』（航思社, 2013年）
- La Parole ouvrière, avec Alain Faure, (10/18, 1976. réédition, La Fabrique, 2007, avec une postface inédite de Jacques Rancière daté de juillet 2007)
『労働者の言葉』（未邦訳）

1980年代
- La Nuit des prolétaires. Archives du rêve ouvrier, (Fayard, 1981. réédition poche, Hachette Pluriel, 1997 et 2012)
『プロレタリアたちの夜　労働者の夢のアーカイヴ』（未邦訳）
- Le Philosophe et ses pauvres, (Fayard, 1983. réédition poche, Flammarion Champs, 2007 et 2010)
松葉祥一・上尾真道・澤田哲生・箱田徹訳『哲学とその貧者たち』（航思社, 2019年）
- Louis-Gabriel Gauny. Le philosophe plébéien, introduction du livre et textes présentés et rassemblés par Jacques Rancière (publié avec la collaboration du collectif "Révoltes Logiques", La Découverte-Maspero/Presses universitaires de Vincennes (collection Actes et mémoires du peuple), 1985)
『ルイ＝ガブリエル・ゴニー　平民哲学者』（未邦訳）
- Le Maître ignorant : Cinq leçons sur l'émancipation intellectuelle, (Fayard 1987. réédition poche, 10/18, 2004)
梶田裕訳『無知な教師　知性の解放について』（法政大学出版局, 2011年）

1990年代
- Courts voyages au Pays du peuple, (Le Seuil, collection «Librairie du xxe siècle», 1990. réédition poche, Points essais, 2015)
『民衆の国への小旅行』（未邦訳）
- Aux bords du politique, (Osiris, collection «Impatience de la politique», 1990. réédition augmentée et avec une nouvelle préface, La Fabrique, 1998, puis nouvelle réédition poche, Folio, 2003)
『政治的なもののほとりで』（未邦訳）
- Les Noms de l'histoire. Essai de poétique du savoir, (Le Seuil, collection «Librairie du xxe siècle», 1992. réédition poche sous le titre Les mots de l'histoire: Essai de poétique du savoir, Points essais, 2014)
『歴史の名前』（未邦訳）
- Préface et contribution «Les voix et les corps», in Le Millénaire Rimbaud, avec Alain Badiou, Michel Deguy, Denis Hollier, Patrice Loraux et François Regnault, (Belin, collection «L'Extrême contemporain», 1993)
「声たちと身体たち」、アラン・バディウ、ミシェル・ドゥギー、ドゥニ・オリエ、パトリス・ラロー、フランソワ・レノーとの論集『千年紀のランボー』（未邦訳）
- La Mésentente, (Galilée, 1995)
松葉祥一訳『不和あるいは了解なき了解　政治の哲学は可能か』（インスクリプト, 2004年）
- Mallarmé, la politique de la sirène, (Hachette, 1996. réédition poche, Hachette Pluriel, 2006 et, Fayard, 2012)
坂巻康司・森本淳生訳『マラルメ　セイレーンの政治学』（水声社, 叢書「批評の小径」, 2014年）
- Arrêt sur histoire: L'Inoubliable et Sens et figures de l'histoire, avec Jean-Louis Comolli, (Centre Georges-Pompidou, 1997. publié à l’occasion de la manifestation Filmer l'histoire, 15-27 janvier 1997)
『歴史の上での停止』、ジャン＝ルイ・コモリとの共著（未邦訳）
- La Chair des mots. Politique de l'écriture, (Galilée, 1998)
芳川泰久・堀千晶・西脇雅彦・福山智訳『言葉の肉　エクリチュールの政治』（せりか書房, 2013年）
- La Parole muette. Essai sur les contradictions de la littérature, (Hachette, 1998. réédition poche, Hachette Pluriel, 2005)
『無言の発言』（未邦訳）

2000年代
- Le Partage du sensible, (La Fabrique, 2000)
梶田裕訳『感性的なもののパルタージュ　美学と政治』（法政大学出版局, 2009年）
- La Fable cinématographique, (Seuil, collection «Librairie du xxie siècle», 2001)
中村真人・堀潤之監訳／角井誠・柿並良佑・土田環・須藤健太郎訳『映画的寓話』（インスクリプト, 2019年春刊行予定）
- L'Inconscient esthétique, (Galilée, 2001)
堀潤之訳「美学的無意識」（『みすず』2004年5月号）
- Le Destin des images, (La Fabrique, 2003)
堀潤之訳『イメージの運命』（平凡社, 2010年）
- Les Scènes du Peuple 1975-1985, (Horlieu, 2003. réédition des articles parus dans Les Révoltes logiques et avec une préface inédite «Les gros mots»)
『人民の舞台　1975-1985』（未邦訳）
- Malaise dans l'esthétique, (Galilée, 2004)
『美学における居心地の悪さ』　（「インスクリプトから2013年刊行予定」の告知がされたが実現せず、2025年6月30日になって刊行された）
- L'Espace des mots : De Mallarmé à Broodthaers, (Musée des Beaux Arts de Nantes, 2005)
『語の空間　マラルメからブロータースまで』（未邦訳）
- La Haine de la démocratie, (La Fabrique, 2005)
松葉祥一訳『民主主義への憎悪』（インスクリプト, 2008年8月）
- Chronique des temps consensuels, (Le Seuil, collection «Librairie du xxe siècle», 2005)
『コンセンサスの時代についての時評』（未邦訳）
- trans. Gabriel Rockhill, The Politics of Aesthetics, (Continuum, 2006) 英訳オリジナル論集。
『美学の政治』（未邦訳）Gabriel Rockhillによる序文、ランシエールインタヴュー、スラヴォイ・ジジェクによるあとがきが収録されている。[3]
- «Godard, Hitchkock, and the Cinematographic Image», in For Ever Godard, Collectif, Michael Temple, James S. Williams, Michael Witt (Editors), (Black Dog Publishing, 2007)
「ゴダール、ヒッチコック、シネマトグラフ的イメージ」『フォー・エヴァー・ゴダール』（未邦訳）
- Politique de la littérature, (Galilée, 2007)
森本淳生訳『文学の政治』（水声社、2023年）
- Le Spectateur émancipé, (La Fabrique, 2008)
梶田裕訳『解放された観客』（法政大学出版局, 2013年）
- «From the Poetics of the image to the tragedy of justice», in James Coleman, (Thames & Hudson, avril 2009. Catalogue d'exposition avec, entre autres)
「イメージの詩学から正義の悲劇へ」、図録『ジェイムズ・コールマン』（未邦訳）
- Et tant pis pour les gens fatigués. Entretiens, (Éditions Amsterdam, 2009)
『疲れた人々はしかたがない　対談集』（未邦訳）
- Moments politiques — Interventions 1977-2009, (La Fabrique (pour l'édition française) et Lux (pour l'édition canadienne), 2009)
『政治的契機』（未邦訳）

2010年代
- Les Écarts du cinéma, (La Fabrique, 2011)
堀潤之訳『映画の隔たり』（青土社, 2025年）
- Aisthesis, Scènes du régime esthétique de l'art, (Galilée, 2011)
『アイステーシス　芸術の美学的体制の舞台』（未邦訳）
- Béla Tarr, le temps d'après, (Capricci éditions, coll. « Actualité critique », 2011)
『タル・ベーラ　事後の時間』（未邦訳）
- Figures de l'histoire, (PUF, coll. « Travaux Pratiques », 2012. réédition des deux textes publiés dans l'ouvrage de 1997 Arrêt sur histoire: L'Inoubliable et Sens et figures de l'histoire)
『歴史の形象』（未邦訳）
- La méthode de l'égalité. Entretien avec Laurent Jeanpierre et Dork Zabunyan, (Bayard, coll. «Essais Documents», 2012)
市田良彦・上尾真道・信友建志・箱田徹訳『平等の方法』（航思社, 2014年）
- «In What Time Do We Livre» in The State of Things, Collectif, (Black & White, OCA Verksted Series #14, 2012) 
「私たちはいかなる時代に生きているのか」、論集『歴史の形象』（未邦訳）　講演動画あり（英語字幕付き）
- Le fil perdu. Essais sur la littérature moderne, (La Fabrique, 2014)
『失われた糸　近代文学についての試論』（未邦訳）
- Jacques Rancière, Les grands entretiens d'Artpress, préface de Dork Zabunyan et biographies des contributeurs, (Art Press, 2015).  Il contient les trois entretiens donné par Jacques Rancière sur une période de dix ans à Artpress: «Le tombeau de la fin de l'histoire» (avec Yan Ciret) n°258, juin 2000; «L’espace des possibles» (avec Dominique Gonzalez-Foerster) n°327, octobre 2006; «Que veulent les images?» (avec W.J.T. Mitchell) n°362, décembre 2009)
『ジャック・ランシエール　アートプレスでの偉大な対話』（未邦訳）　ArtPress誌で掲載された三つの対談「歴史の終わりの墓」「可能なものの空間」「イメージは何を望むのか？」を収録。
- Images secondes, avec Catherine Millet et Eric Rondepierre, (Loco, 2015)
『秒ごとのイメージたち』、カトリーヌ・ミレやエリック・ロンピエールとの共著 （未邦訳）
- Le Sillon du poème. En lisant Philippe Beck, (Nous, 2016)
髙山花子訳『詩の畝 フィリップ・ベックを読みながら』（法政大学出版局，2024年）
- Recognition or Disagreement. À Critical Encounter on the Politics of Freedom, Equality and Identity (avec Axel Honneth), Edited by Katia Genel and Jean-Philippe Deranty, (Columbia University Press, 2016. Outre une discussion avec Honneth («A Critical Discussion»), contient deux textes de Rancière: «Critical Questions: On the Theory of Recognition et The Method of Equality: Politics and Poetics»)
『承認か不一致か　自由の政治における批評的遭遇、平等とアイデンティティ』、Axel Honnethとの共著（未邦訳）
- Modern Times - Essays on Temporality in Art and Politics. (Multimedijalni institut, «Zagreb/Croatia», 2017)
『現代　芸術と政治における時間性の試論』（未邦訳）
- Les Bords de la fiction, (Le Seuil, 2017)
『フィクションのほとり』（未邦訳）
- Avec Alain Badiou et Philippe Lacoue-Labarthe, Mallarmé, le théâtre, la tribu, préface de Jean-Christophe Bailly, (Christian Bourgois, collection « Détroits », 2017. Débat au théâtre de l'Odéon le 25 novembre 1996)
『マラルメ、劇場、部族』、アラン・バディウやフィリップ・ラクー=ラバルトとの共著。（未邦訳）　1996年12月のオデオン座での議論の書籍化。
- La Méthode de la scène, conversations avec Adnen Jdey, (éditions Lignes, 2018)
『舞台の方法』、Adnen Jdeyとの対談（未邦訳）
- Les Temps modernes. Art, temps, politique, (La Fabrique, 2018)
『現代　芸術・時間・政治』（未邦訳）

その他邦訳論文
- 「歴史修正主義と現代のニヒリズム」、『現代思想』1995年4月号
- 「『女の歴史』について」、ジョルジュ・デュビィ、ミシェル・ペロー編『「女の歴史」を批判する』小倉和子訳、藤原書店、1996年
- 「『中国女』の赤」森田祐三訳、『批評空間』II-12、1997年1月
- 「意識の声と存在の運命」、『主体の後に誰がくるか』現代企画室、1997年所収
- 「「可能」なる歴史を断ちきって」（コリン・小林によるインタヴュー）、『現代思想』1997年9月号
- 「困難にあるフィクション」坂本安美訳、『カイエ・デュ・シネマ・ジャポン』24号、1998年夏
- 「宙づりにされた運動」廣瀬純訳、『カイエ・デュ・シネマ・ジャポン』25号、1998年
- 「マリーの映画」川口俊訳、『カイエ・デュ・シネマ・ジャポン』26号、1998年
- 「映画の登場人物であることのむつかしさについて」渡辺響子訳、『カイエ・デュ・シネマ・ジャポン』27号、1999年
- 「闖入者」工藤晋訳、『現代詩手帖』1999年5月号
- 「教訓なき寓話──ゴダール・映画・歴史」堀潤之訳、『批評空間』III-3、2002年3月
- 「聖女と女相続人──『（複数の）映画史』について」廣瀬純訳、『カイエ・デュ・シネマ・ジャポン』、29号、2000年
- 「長い物語 」（ゴダールへのインタビュー、聞き手：ランシエール他）、彦江智弘訳、『ユリイカ』、2002年5月
- 「ゴダールとジャック・ランシエールによる対話」、『nobody』、2002年4月16日
- 「ドゥルーズは美学の運命を成就した」（ダヴィド・ラブワンによるインタヴュー）、松葉祥一訳、『批評空間』III-4、2002年5月
- 「人民かマルチチュードか」（エリック・アリエズによるインタヴュー）鈴木康丈訳、『現代思想』2003年2月号
- 「デモクラシー、ディセンサス、コミュニケーション」松葉祥一、山尾智美訳、『現代思想』2004年4月号
- 「文学の政治」松葉祥一、大森秀臣訳、『百科』2004年4月号、5月号
- 「くすね盗られた革命」長原豊訳、『現代思想』2005年1月号
- 「政治についての10のテーゼ」杉本隆久・松本潤一郎訳、『VOL』第一号、2006年
- 「民主主義は何かを意味するのか」、『来たるべきデリダ 連続講演「追悼デリダ」の記録』明石書店、2007年所収
- 「民主主義諸国対民主主義」、『民主主義は、いま？ 不可能な問いへの８つの思想的介入』以文社、2011年所収
- 「共産主義なき共産主義者たち?」、コスタス・ドゥズィーナス、スラヴォイ・ジジェク編『共産主義の理念』長原豊監訳、水声社、2012年所収
- 「デモクラシーは到来すべきものか? デリダにおける倫理と政治」、フェン・チャー、スザンヌ・ゲルラク編『デリダ――政治的なものの時代へ』藤本一勇、澤里岳史編訳、岩波書店、2012年所収
- 「不在のポピュリズム」、『人民とはなにか？』以文社、2015年所収